# トロ (潜水艦)
|          |                                                                                      |
| 艦歴     |                                                                                      |
| 発注     |                                                                                      |
| 起工     | 1944年5月27日                                                                        |
| 進水     | 1944年8月23日                                                                        |
| 就役     | 1944年12月8日                                                                        |
| 退役     | 1963年3月11日                                                                        |
| 除籍     | 1963年4月1日                                                                         |
| その後   | 1965年4月にスクラップとして売却                                                      |
| 性能諸元 |                                                                                      |
| 排水量   | 1,570トン（水上） 2,415トン（水中）                                                  |
| 全長     | 311ft 8in                                                                            |
| 全幅     | 27ft 2in                                                                             |
| 吃水     | 15ft 5in                                                                             |
| 機関     | フェアバンクス＝モース 38D 8 1/8ディーゼルエンジン 4基 エリオット・モーター発電機2基 |
| 最大速   | 水上：20.25 ノット (37 km/h) 水中：8.75 ノット (16 km/h)                             |
| 航続距離 | 11,000カイリ（10ノット時） （19 km/h 時に 20,000 km）                                |
| 試験深度 | 140m                                                                                 |
| 巡航期間 | 潜航2ノット (4km/h) 時48時間、哨戒活動75日間                                         |
| 乗員     | 士官、兵員81名                                                                       |
| 兵装     | 5インチ砲1基、40ミリ機関砲、20ミリ機銃、50口径機銃2基 21インチ魚雷発射管10門         |

トロ (USS Toro, SS-422) は、アメリカ海軍の潜水艦。テンチ級潜水艦の一隻。艦名Toroはスペイン語で「牛」を指し、サメやハコフグ科、キントキダイ科など、牛を連想する魚の総称に因んで命名された。

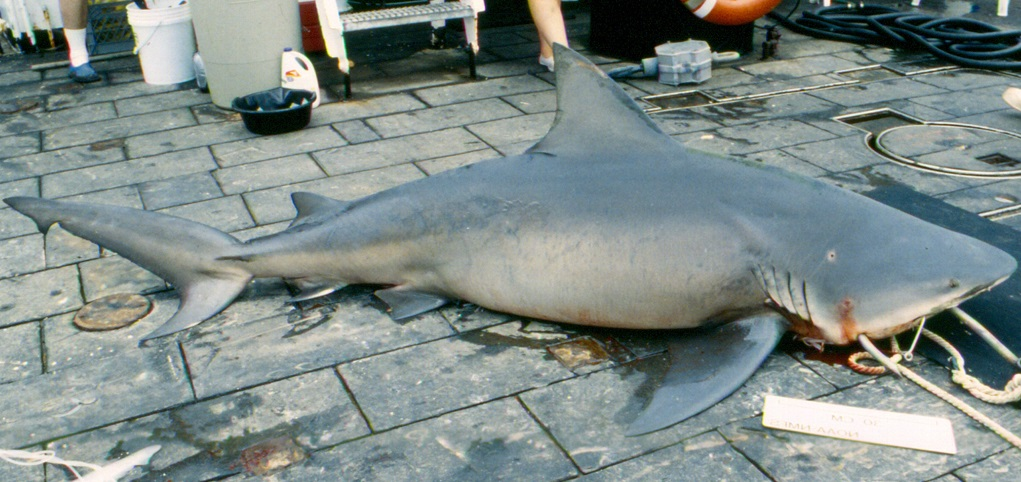
オオメジロザメ（Tiburon toro）

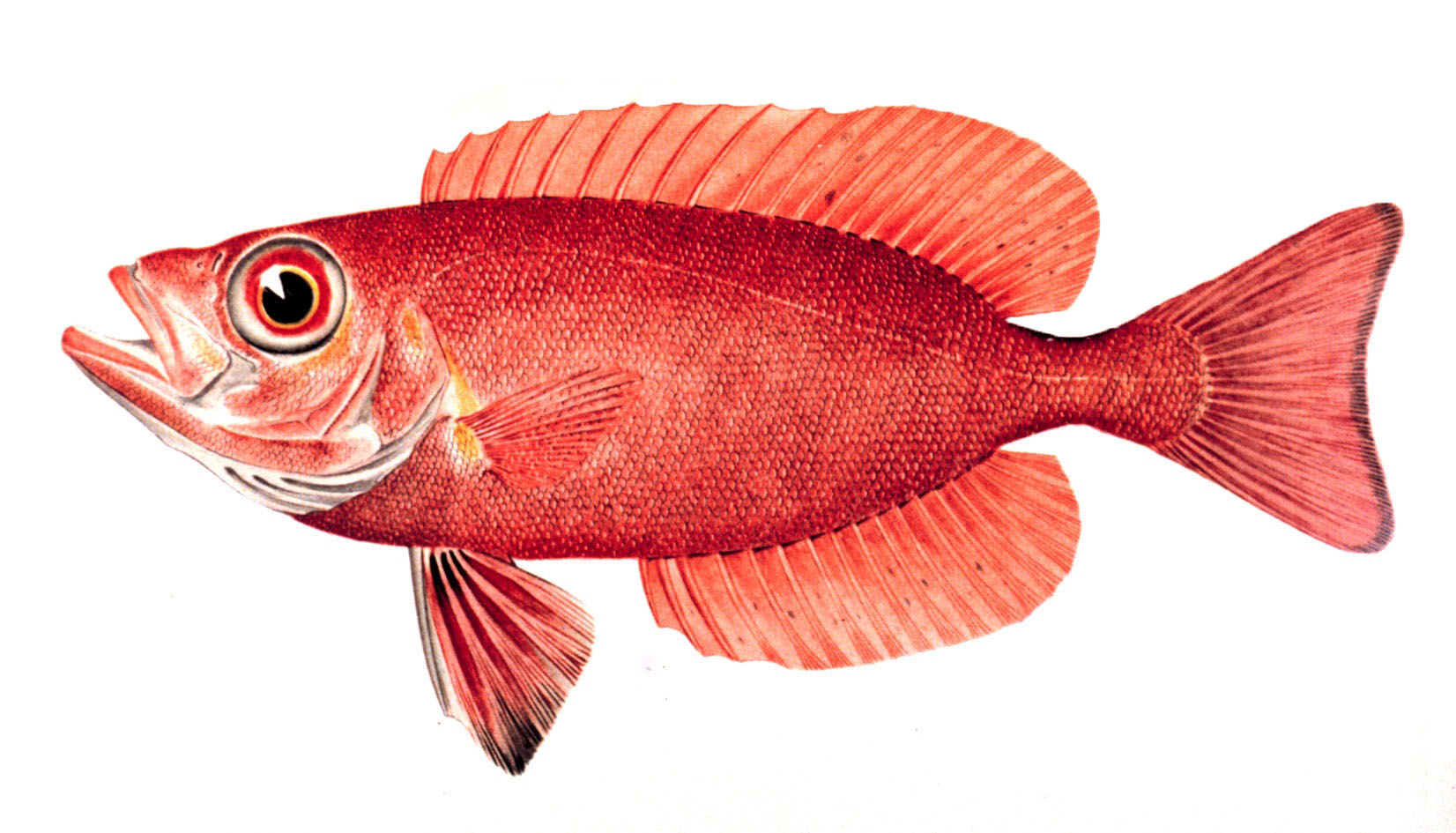
ベニキントキダイ（Catalufa toro）

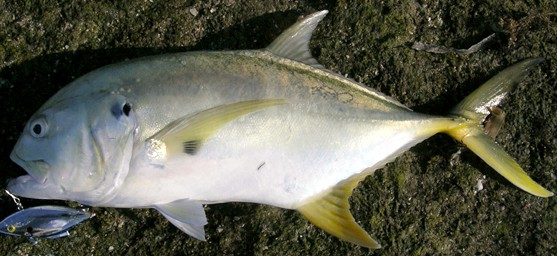
パシフィック・クレヴァルジャック（Jurel toro）

## 艦歴
トロは1944年5月27日にメイン州キタリーのポーツマス海軍造船所で起工した。1944年8月23日にアラン・G・カーク夫人によって命名、進水し、1944年12月8日に艦長ジェームズ・D・グラント中佐（アナポリス1931年組）の指揮下就役する。
1944年12月26日に艤装が完了すると、トロはニューハンプシャー州ポーツマス、ロードアイランド州ニューポート、コネチカット州ニューロンドン沖での訓練演習に参加し、1945年2月11日にフロリダ州キーウェストに到着した。艦隊ソナー学校での訓練支援任務に従事した後、2月28日にバンパー (USS Bumper, SS-333) と共にキーウェストを出航し、パナマ運河地帯で1週間の猛訓練を行った。2隻の潜水艦は3月15日にハワイに向けて出航し、4月1日に真珠湾に到着した。トロは真珠湾沖で第101潜水艦隊と共に訓練を行った。

### 第1の哨戒 1945年4月 - 6月
4月24日、トロは最初の哨戒でビルフィッシュ (USS Billfish, SS-286) と共に日本近海に向かった。5月6日にサイパン島に寄港。5月10日に哨区に向けて出航したが、出航当日の潜水訓練の際、レーダーマストの水密性が不十分な箇所を発見した。しかし、このまま哨戒を行うこととなった。5月16日、トロは哨戒および救助配備担当海域である四国および九州東方に到着した。この海域でしばしば日本機と遭遇したものの、その任務を遂行した。5月18日、トロは潜望鏡での観測に続いて日本軍潜水艦のレーダー周波数を観測、敵艦への接近を試みたものの成功しなかった。
トロは豊後水道を哨戒するとともに、日本本土への空襲を行う爆撃機隊の救助任務をしばしば命じられた。5月25日の夜明け前、トロは沖の島沖で、B-29がトラブルを生じたとの連絡を受ける。トロは捜索を開始し、夜明けの2時間後に2名の陸軍パイロットを救助した。彼らは救命胴衣を付け3時間半海上に漂っていた。その20分後にもう1名のパイロットを救助、その後は夜遅くまで捜索を続けた。翌朝浮上しての捜索中に、2,000ヤードの距離でレーダーでの接触を確認する。トロはレーダー接触の方向に回転したが、間もなく魚雷の航跡と艦首が交差し、そのレーダー接触が敵艦であったことを確認した。トロは潜航し、視認できなかった敵艦とのそれ以上の接触はなかった。トロは豊後水道での哨戒および救命任務を6月14日まで継続し、その後マリアナ諸島に向かった。6月19日、トロは54日間の行動を終えてグアムアプラ港に帰投。潜水母艦フルトン (USS Fulton, AS-11) による修理を受けた。

### 第2の哨戒 1945年7月 - 8月
7月14日、トロは2回目の哨戒で日本近海に向かった。サイパン島で燃料、水の補給と魚雷のMk18電池魚雷への変更の後、7月24日に哨戒海域に到着した。その日の遅くに、哨戒海域での成果のない捜索から、遠方に移動した。トロの航空援護は18時に終わり、任務部隊の通過により危険な状態に置かれた。トロは指定時間に海域を通過することができず、20時55分に任務部隊をレーダーで観測した。自らの身元を明らかにしようとする試みにもかかわらず、トロは間もなく自らを敵と誤認した2隻のアメリカ軍艦艇により砲撃を受け、砲弾が7,400ヤードの距離に着水したため、22ノットの速度で急速潜航した。トロは照明弾、発煙弾およびソナーで自らを友軍艦艇であると証明しようとしたが、トロが150フィートの距離を通過した時点で任務部隊の艦艇は砲撃を続けていた。トロは400フィートの深さに潜航した。水上艦艇は日本軍の哨戒艇を撃沈したものと考え、その海域で1時間半の間生存者を捜索し、トロが友軍の艦艇であることには気づかなかった。真夜中の1時間後にトロは浮上し、自らの哨戒海域へ向かった。
その朝、トロは救助配備地点へ戻り、午後には救命筏に乗ったイギリス軍パイロット3名を救助した。7月28日に日本本土を攻撃する空母攻撃部隊のためトロは救助配備地点で待機し、7月30日の正午直後に陸軍航空隊のP-51戦闘機からの救助無線を受信した。パイロットはトロの上空を旋回した後、800フィートの高度からパラシュートで降下した。トロの乗組員は7分以内にこのパイロットを救助した。
トロはガビラン (USS Gabilan, SS-252) と会合し、8月1日に救助したイギリス軍パイロットをガビランへ移乗させた。日本本土を攻撃する爆撃機隊が帰還途中の救助配備地点海域を哨戒中の8月5日に、トロは水平線上に濃厚な黒煙を観測した。同海域に着水した機体があることを受信し、煙の源を調査するため全速力で向かった。20分足らずの後に、救命筏で発煙筒を炊いた陸軍パイロットを救助した。数分後にもう1名のパイロットを救助し、彼らを乗艦させた。8月15日、日本は降伏。トロは本州南方で多数の機雷を破壊した後、同海域を8月17日に離れた。8月20日、トロは36日間の行動を終えてアプラ港に帰投した。

### 戦後
トロは翌日アプラ港を出港し、8月27日にミッドウェー島に到着。9月4日にトロはミッドウェー島を出航し、真珠湾およびパナマ運河を経由して東海岸へ向かった。10月31日にペンシルベニア州フィラデルフィアに到着、不活性化の準備に入る。1946年1月に航洋タグボート ATR-67 によって曳航されニューロンドンに向かい、2月7日に同地で退役、予備役艦として保管される。
トロは1947年5月13日に再就役し、5月28日に大西洋艦隊第2潜水戦隊に合流した。対潜水艦戦演習に参加し、大西洋での模擬哨戒を行い、地中海での艦隊戦術訓練に参加した。1950年1月28日に第2潜水開発グループに加わり、潜水艦の戦術、兵器および装備の洗練化の支援を行った。トロは1962年7月まで大西洋およびカリブ海で活動し、その後ニューロンドンで第2潜水戦隊に合流、潜水艦乗員を訓練するという新たな任務を始めた。続く10年に渡って、トロはこれらの活動に加えて定時の訓練と、水上艦艇および航空機に対して対潜水艦戦訓練の支援を行った。トロはまた「スプリングボード作戦」に参加し、地中海への巡航も1度行った。1962年7月、船体記号が AGSS （補助潜水艦）へ変更され、1962年11月22日にその海軍での経歴は終了した。トロはロングアイランド・サウンドにおいて11,000回目の潜航を達成した。
1963年2月にトロは非武装化の上、大西洋予備役艦隊フィラデルフィア・グループでの係留を命じられた。1963年3月11日に退役し、1963年4月1日に除籍された。トロはスレッシャー (USS Thresher, SSN-593) 発見のため沈められる予定であったが、その計画は放棄された。トロはその後スクラップとして売却された。
トロは第二次世界大戦の戦功で2個の従軍星章を受章した。